# Софія Жолкевська
Софія (Зофія) Жолкевська (1587 / бл. 1590 — 20 серпня 1634, Жовква) — польська шляхтянка, дружина Івана Даниловича, бабуся короля Яна ІІІ Собеського.

## Біографія
Народилася 1587 р. в місті Жовква, заснованому батьком; найстарша донька великого коронного гетьмана Станіслава Жолкевського та його дружини Регіни з Гербуртів (1566—6.11.1626).
1605 року в Жовкві стала дружиною руського воєводи і власника Олеського замку Івана Даниловича.
За деякими історичними довідками Софія познайомилася з майбутнім чоловіком під час свого візиту в Олеський замок зі своїм батьком. Тоді вона думала, що їде туди з батьком як майбутня спадкоємиця, але по приїзді виявилось, що як наречена Івана Даниловича. Весілля відбулося в Олеському замку. На весіллі були присутні посли Польщі, Угорщини та Литви. Посол Польщі Хуберт Шумлянський у своїй доповіді королю Сигізмунду III Вазі про наречену написав так: «Вона білосніжний діамант, ніжна троянда весняного саду, а її волосся пшеничного відтінку затьмарює ніч. Жодна присутня на весіллі жінка не могла з нею зрівнятись». 
В 1622—1633 роках мала процес зі старостою Олександром Балабаном через 40000 золотих, ніби-то витрачених ним на викуп Яна Жолкевського.
Помічником урядника її баришівських та бориспільських володінь якийсь час служив майбутній гетьман Іван Сулима.
Все життя провела в Олеському замку, поруч із чоловіком і дітьми, саме для неї Іван Данилович почав активну розбудову замку. З чоловіком мали дітей:
- Іван
- Станіслав
- Софія Теофілія — мати короля Яна ІІІ Собеського (до її смерті виховувався у неї в Жовкві).
- Дорота — монахиня-бенедиктинка у Львові.[1]

Батькові, брату Яну в жовківському фарному костелі св. Лаврентія фундувала встановлення пам'ятного мармурового надгробка з епітафією: 
|  | Exoriare aliquis nostris ex ossibus ultor |

Самостійно керувала маєтками, впливала на призначення міських посадовців, регулювала цехові взаємостосунки та інше. 1 березня 1627 року зробила запис для шпиталю св. Лазаря львівського передмістя Жовкви; 1 лютого 1631 — для жовківської колегіати.
Померла в Олеську через шість років після смерті чоловіка від пневмонії. На похоронах мав прощальну промову зять Якуб Собеський. Син Станіслав сприяв виготовленню, встановленню матері, бабусі по лівій стороні від великого вівтаря у фарному жовківському костьолі св. Лаврентія пам'ятного мармурового надгробку з епітафією.

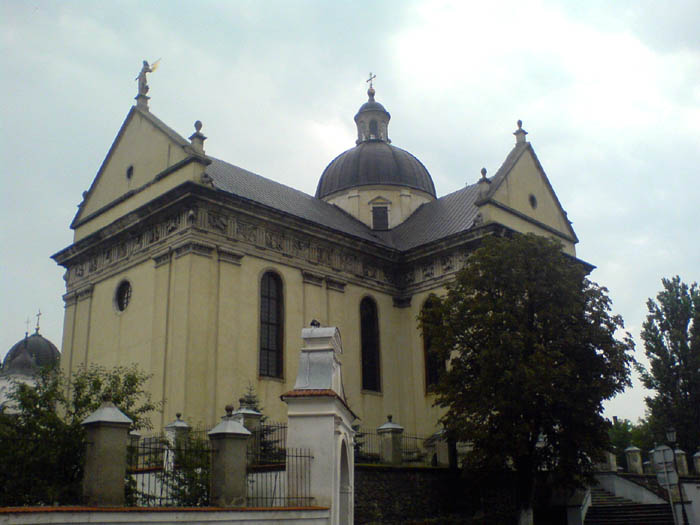
Місце поховання
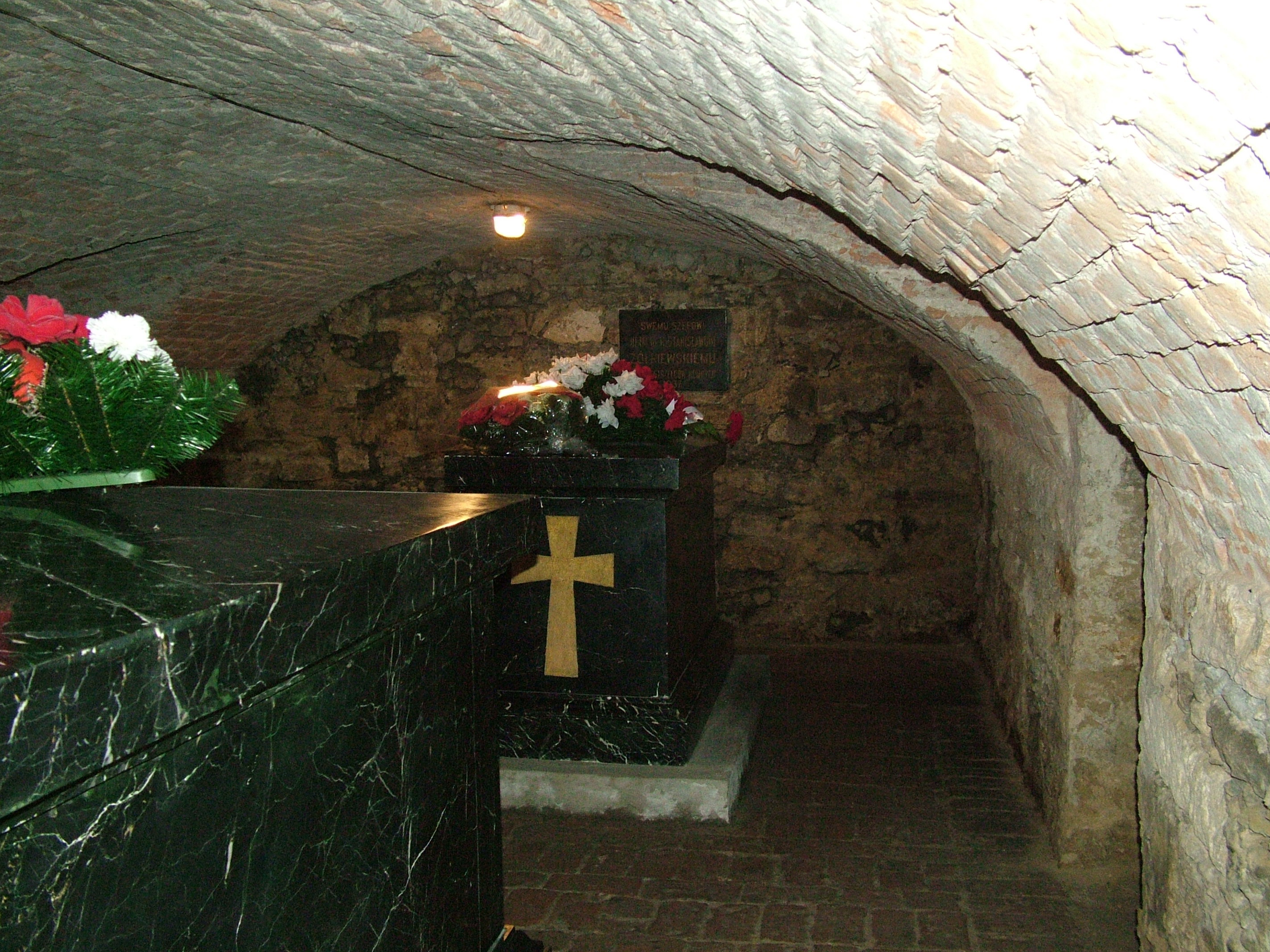
Крипта Жолкевських